# Sam Altman
Samuel Harris Altman [/ˈɔːltmən/ AWLT-mən] (* 22. dubna 1985 Chicago, Illinois, USA) je americký podnikatel, investor a programátor. Je spoluzakladatelem společnosti Loopt, předchozím prezidentem investiční společnosti Y Combinator, bývalým ředitelem Reddit, Inc. a generálním ředitelem společnosti OpenAI.

## Život
Altman je židovského původu a vyrostl v St. Louis ve státě Missouri. Jeho matka je dermatoložka a otec podnikatel. Má jednoho staršího bratra. Svůj první počítač dostal v osmi letech, což podnítilo jeho zájem o technologie. Navštěvoval soukromou přípravnou školu John Burroughs School, kde vynikal v matematice a přírodních vědách. Byl také absolventem Stanford Pre-Collegiate Summer Institutes (PCSI), programu pro nadané středoškoláky. V roce 2005 se Altman zapsal na Stanfordovu univerzitu ke studiu informatiky. Po roce však studium přerušil, aby se mohl věnovat jiným zájmům. Altman je od dětství vegetarián. Je gay, devět let chodil se spoluzakladatelem společnosti Loopt Nickem Sivem, se kterým se rozešel krátce po převzetí společnosti Loopt v roce 2012. Od roku 2023 je jeho partnerem Oliver Mulherin, australský softwarový inženýr. Altman žije v sanfranciské čtvrti Russian Hill a vlastní dům v kalifornské Napě.

## Kariéra

### Loopt (2005–2010)
Altman společně s podnikatelem Nickem Sivo v roce 2005 spoluzaložil svoji první společnost Loopt (když mu bylo 19 let) během svého vysokoškolského studia na Stanfordově univerzitě. Loopt umožňoval uživatelům spojit se s přáteli a objevovat zajímavá místa v okolí na základě jejich geografických údajů v reálném čase. Jako generální ředitel společnosti Loopt hrál Altman významnou roli v počátečním růstu a rozvoji společnosti. V průběhu let zajistil klíčové financování od významných firem na podporu rozšiřování platformy, kde se mu podařilo vybrat přes 30 milionů amerických dolarů. Loopt si však nedokázal získat dostatek uživatelů. V roce 2012 ho koupila společnost Green Dot Corporation za 43,4 milionu dolarů.

### Y Combinator (2011–2019)
Sam Altman nastoupil do Y Combinatoru v roce 2011 jako partner, zpočátku na částečný úvazek. V roce 2014 Sam Altman vystřídal spoluzakladatele Paula Grahama na pozici prezidenta Y Combinatoru (YC) se zaměřením na rozšiřování investiční firmy a umožnění jejího dlouhodobého růstu. V roce 2015 Altman oznámil spuštění YC Continuity, akciového fondu v hodnotě 700 milionů dolarů, který investuje do dospělých společností YC Combinatoru. Představil také neziskovou výzkumnou laboratoř Y Combinator Research a věnoval na její financování 10 milionů dolarů. YC Research od té doby oznámil výzkum v oblasti základního příjmu, budoucnosti výpočetní techniky, vzdělávání a budování nových měst. V roce 2019 Altman přešel z funkce prezidenta Y Combinatoru do méně praktické role předsedy správní rady. Toto rozhodnutí přišlo krátce poté, co YC oznámilo, že přesune své sídlo do San Francisca. Od začátku roku 2020 již Altman není s Y Combinatorem spojen.

### Hydrazine Capital (2012–současnost)
V roce 2012 Sam Altman se svým bratrem Jackem Altmanem založili Hydrazine Capital, společnost se sídlem v San Franciscu, která investuje do rizikového kapitálu v rané fázi vývoje v oblasti věd, tržišť, dat, zdravotní péče, spotřebitelských sítí, podnikového softwaru, hardwaru a vzdělávání.

### Reddit (2014)
Altman byl v roce 2014 osm dní generálním ředitelem Redditu poté, co odstoupil generální ředitel Yishan Wong. Dne 10. července 2015 oznámil návrat Steva Huffmana na pozici generálního ředitele.

### OpenAI (2015–současnost)
V roce 2015 Altman spoluzaložil neziskovou společnost OpenAI, která se zabývá výzkumem a nasazením umělé inteligence, jejímž posláním je „zajistit, aby umělá inteligence – vysoce autonomní systémy, které překonávají člověka v ekonomicky nejcennější práci – byla přínosem pro celé lidstvo“. Altman, který zastává funkci generálního ředitele, založil OpenAI společně s Gregem Brockmanem, který zastává funkci technického ředitele, Iljou Sutskeverem, který zastává funkci ředitele výzkumu, Trevorem Blackwellem, Vicki Cheungovou, Andrejem Karpathym, Durkem Kingmou, Johnem Schulmanem, Pamelou Vagatou, Wojciechem Zarembou a Elonem Muskem, který do roku 2018 zastával spolu s Altmanem funkci spolupředsedy. Altman, Musk a Brockman spolu s Reidem Hoffmanem, Jessicou Livingstonovou, Peterem Thielem, společnostmi Amazon Web Services (AWS), Infosys, Microsoft a YC Research přislíbili na financování OpenAI ve výši 1 miliardy dolarů.

### Tools for Humanity – Worldcoin (2019–současnost)
Altman v roce 2019 spoluzaložil společnost Tools For Humanity, která buduje globální biometrický systém založený na oční duhovce, využívající kryptoměnu Worldcoin. Cílem Worldcoinu je poskytnout spolehlivý způsob ověřování pravosti lidí na internetu, aby se zabránilo botům a falešným virtuálním identitám. V dubnu 2022 upozornila zpráva časopisu MIT Technology Review na kontroverzní praktiky Worldcoinu v zemích s nízkými příjmy s tím, že Worldcoin využívá chudé lidi k růstu své sítě.
V květnu 2023 přinesl TechCrunch zprávu, že se hackerům podařilo ukrást přihlašovací údaje několika osobních zařízení provozovatelů Worldcoinu. Mluvčí společnosti Worldcoin uvedl, že žádné osobní údaje uživatelů nebyly ohroženy.

## Názory na umělou inteligenci
Altman se domnívá, že pokročilá umělá inteligence „bude největším skokem v kvalitě života lidí, jaký jsme kdy měli“. Předpokládá, že umělá inteligence bude mít široký přínos v různých oblastech, například ve zdravotnictví, vzdělávání, produktivitě či změně klimatu.
Přestože je obvykle považován za optimistu, v roce 2023 prohlásil, že pokročilá AI může způsobit vyhynutí lidstva. K řešení tohoto problému doporučuje podpořit výzkum bezpečnosti AI, zlepšit mezinárodní koordinaci a vytvořit obdobu Mezinárodní agentury pro atomovou energii, která by dohlížela na výkonné modely AI. Vyjádřil také obavy z kybernetické bezpečnosti a z rizik dezinformací. Žádá sice více regulací, ale domnívá se, že by se měly vztahovat pouze na modely AI nad určitou hranicí schopností, aby nebrzdily inovace.
Spolu s dalšími spoluzakladateli OpenAI Gregem Brockmanem a Iljou Sutskeverem v roce 2023 prohlásil, že k superinteligenci (AGI) může dojít za méně než 10 let. Pokud jde o zaměstnanost, Altman očekává, že umělá inteligence bude automatizovat určitou část práce, ale že také vytvoří nová, odlišná pracovní místa. Práce se podle něj může stát nepovinnou: „Budou lidé, kteří se rozhodnou nepracovat, a to je podle mě skvělé“.

## Filantropie
Během pandemie covidu-19 pomohl Altman financovat a vytvořit projekt Covalence, který pomáhá výzkumným pracovníkům rychle zahájit klinické studie ve spolupráci se společností TrialSpark, start-upem pro klinické studie.
Během útoku vkladatelů na banku Silicon Valley Bank v polovině března 2023 poskytl Altman kapitál několika startupům.

## Uznání
Altman byl v roce 2023 časopisem Time jmenován jedním ze 100 nejvlivnějších lidí na světě, v roce 2008 časopisem Businessweek jedním z „nejlepších mladých podnikatelů v oblasti technologií“ a v roce 2015 časopisem Forbes nejlepším investorem mladším 30 let.
V roce 2017 obdržel Altman čestný titul doktora technických věd od University of Waterloo za podporu společností z jejího podnikatelského programu Velocity. Později téhož roku ocenila organizace GLAAD Altmana cenou Rica Weilanda za podporu rovnosti a akceptace LGBTQ v technologickém sektoru.
Altman byl pozván k účasti na konferenci Bilderberg v letech 2016, 2022 a 2023.